# Steinberg und Wein-Berg
Das Naturschutzgebiet Steinberg und Wein-Berg liegt auf dem Gebiet des unterfränkischen Landkreises Rhön-Grabfeld. Das Gebiet erstreckt sich westlich von Weisbach, einem Ortsteil des Marktes Oberelsbach, und nordöstlich der Kernstadt Bischofsheim in der Rhön. Am südlichen Rand des Gebietes verläuft die St 2289 und am südwestlichen Rand die B 279. Westlich verläuft die B 278, nordwestlich erstreckt sich das 99,06 ha große Naturschutzgebiet Feuchtbereiche am Steizbrunn-Graben.

## Bedeutung
Das 302,77 ha große Gebiet mit der Nr. NSG-00342.01 wurde im Jahr 1989 unter Naturschutz gestellt. 